# Крымов, Михаил Иванович
Михаи́л Ива́нович Кры́мов (1920—1992) — капитан Советской Армии, участник Великой Отечественной войны, Герой Советского Союза (1943).

## Биография
Михаил Крымов родился 13 октября 1920 года в селе Семилуки (ныне —  в Воронежской области). После окончания неполной средней школы работал инструктором-экономистом Семилукского райторга. В 1941 году Крымов был призван на службу в Рабоче-крестьянскую Красную Армию. С того же года — на фронтах Великой Отечественной войны. Окончил полковую школу. К сентябрю 1943 года старший лейтенант Михаил Крымов командовал 190-й отдельной разведротой 132-й стрелковой дивизии 60-й армии Центрального фронта. Отличился во время форсирования Десны и Днепра.
18 сентября 1943 года Крымов во главе разведгруппы переправился через Десну в районе села Рудня Козелецкого района Черниговской области Украинской ССР и выбил противника с занимаемых им позиций, что способствовало успешной переправе через реку основных сил. 20 сентября 1943 года разведгруппа Крымова переправилась через Днепр и провела разведку вражеских войск, определив место переправу советских частей.
Указом Президиума Верховного Совета СССР от 17 октября 1943 года за «образцовое выполнение боевых заданий командования на фронте борьбы с немецкими захватчиками и проявленные при этом мужество и героизм» старший лейтенант Михаил Крымов был удостоен высокого звания Героя Советского Союза с вручением ордена Ленина и медали «Золотая Звезда» за номером 2833.
Летом 1944 года направлен на учебу в Москву. В 1945 году окончил курсы усовершенствования командного состава. После войны продолжил службу в Дагестане. В 1946 году в звании капитана уволен в запас, в том же году избран первым секретарем Махачкалинского горкома комсомола, затем секретарем Советского райкома КПСС г. Махачкалы. В 1953 г. направлен в Высшую партийную школу при ЦК КПСС затем на партийную работу в Воронежскую область. С 1962 г. занимал должность секретаря райкома КПСС (глава партийной организации) Россошанского района. Избирался народным депутатом Верховного Совета РСФСР (март 1967 г.) и делегатом XXIII съезда КПСС. Проживал в Воронеже, работал заместителем председателя Воронежского областного Совета народных депутатов. Умер 21 апреля 1992 года, похоронен на Коминтерновском кладбище Воронежа.
Удостоен ордена Ленина.. С 1962 г
Был награждён двумя орденами Ленина, орденами Октябрьской Революции, Отечественной войны 1-й степени, Трудового Красного Знамени, Красной Звезды, двумя орденами «Знак Почёта», рядом медалей.